# Kasamiro Kashri Marchlo
Kasamiro Kashri Marchlo (* 1948) ist ein ehemaliger sudanesischer Boxer.
Marchlo trat bei den Olympischen Sommerspielen 1972 in München an. Im Leichtgewichtsturnier schied er, nach einem Freilos in Runde 1, in seinem Zweitrundenkampf gegen Jan Szczepański aus Polen aus.